# Dyaphorophyia
Dyaphorophyia was een geslacht van zangvogels uit de familie Platysteiridae. De soorten van dit geslacht zijn na moleculair genetisch onderzoek uit 2008 samengevoegd met de soorten uit het geslacht Platysteira.

## Soorten
Het geslacht Dyaphorophyia kende de volgende soorten:
- Dyaphorophyia blissetti (Platysteira blissetti, Roodwanglelvliegenvanger)
- Dyaphorophyia castanea (Platysteira castanea, Witstuitlelvliegenvanger)
- Dyaphorophyia chalybea (Platysteira chalybea, Reichenows lelvliegenvanger)
- Dyaphorophyia concreta (Platysteira concreta, Geelbuiklelvliegenvanger)
- Dyaphorophyia jamesoni (Platysteira jamesoni, Jamesons lelvliegenvanger)
- Dyaphorophyia tonsa (Platysteira tonsa, Witbrauwlelvliegenvanger)